# Galáxia Anã do Cão Maior
A Galáxia Anã do Cão Maior é uma galáxia satélite da Via Láctea situada na constelação do Cão Maior. De entre todas as componentes conhecidas do Grupo Local é atualmente considerada a mais próxima da nossa.
A Galáxia Anã do Cão Maior está a apenas 42.000 anos-luz do centro galáctico e cerca de 25.000 anos-luz do sistema solar, mais próxima que a Galáxia Anã Elíptica de Sagitário, que anteriormente detinha o recorde. Ele contém cerca de um bilhão de estrelas, o equivalente a menos de 1% do total de estrelas da Via Láctea, em uma forma elíptica sim, mas irregular.
Foi descoberta em novembro de 2003 por uma equipe de astrônomos ingleses, franceses, italianos e australianos, analisando os dados do 2MASS, e com levantamento de todo o céu em luz infravermelha. Eles encontraram uma maior densidade de estrelas gigantes de classe espectral M nesta parte do céu. A galáxia está localizada atrás do plano da Via Láctea, onde estrelas e nuvens de gás e poeira são mais densas, o que explica por que não foi descoberta antes.
Parece que a Galáxia Anã do Cão Maior está sendo "rasgada" pelas forças de maré da Via Láctea. O centro da galáxia é extremamente degradado e há um longo filamento de estrelas atrás dela, formando uma estrutura de anel (por vezes chamado de o "Anel do Unicórnio"), que faz três voltas em torno de nossa galáxia. Esse anel é conhecido desde 2002, esta estrutura também foi responsável pela descoberta da Galáxia Anã do Cão Maior.
Muitos aglomerados globulares parecem estar associados com a Galáxia Anã do Cão Maior, como NGC 1851, NGC 1904 (M79 ou Messier 79), NGC 2298 e NGC 2808, que podem ser remanescentes da galáxia antes da acreção para a Via Láctea. Aglomerados abertos como o Dol 25, H18 e possivelmente o AM 2 podem estar igualmente associados a esta galáxia.